# Rejon krasnogwardiejski (Adygeja)
Rejon krasnogwardiejski (ros. Красногвардейский район; adyg. Красногвардейскэ район) – rejon w południowo-zachodniej Rosji, wchodzący w skład Republiki Adygei. Stolicą rejonu jest Krasnogwardiejskoje (9,0 tys. mieszkańców). Rejon został utworzony 7 lutego 1929 roku.

## Położenie
Rejon krasnogwardiejski jest położony w północnej części Adygei. Rejon zajmuje powierzchnię 725,5 km².

## Ludność
Rejon zamieszkany jest przez 31 500 osób (2002), wielu narodowości, głównie Adygejczyków i Rosjan. 28,7% mieszkańców rejonu mieszka w głównym ośrodku administracyjnym (Krasnogwardiejskoje).
Średnia gęstość zaludnienia w rejonie wynosi 43,5 os./km².

## Podział administracyjny
W skład rejonu wchodzi 7 wiejskich osiedli:
| Nazwa osiedla wiejskiego                                                   | Ośrodki administracyjne                 |
| -------------------------------------------------------------------------- | --------------------------------------- |
| Biełosielskie osiedle wiejskie (Белосельское сельское поселение)           | Biełoje (Белое)                         |
| Bolszesidorowskie osiedle wiejskie (Большесидоровское сельское поселение)  | Bolszesidorowskoje (Большесидоровское)  |
| Jelenowskie osiedle wiejskie (Еленовское сельское поселение)               | Jelenowskoje ( Еленовское)              |
| Krasnogwardiejskie osiedle wiejskie (Красногвардейское сельское поселение) | Krasnogwardiejskoje (Красногвардейское) |
| Sadowskie osiedle wiejskie (Садовское сельское поселение)                  | Sadowoje (Садовое)                      |
| Uljapskie osiedle wiejskie (Уляпское сельское поселение)                   | Uljap (Уляп)                            |
| Chatukajskie osiedle wiejskie (Хатукайское сельское поселение)             | Chatukaj (Хатукай)                      |